# جيروم (أركنساس)
جيروم (بالإنجليزية: Jerome, Arkansas)‏ هي مدينة تقع في مقاطعة درو بولاية أركنساس في الولايات المتحدة. تبلغ مساحة هذه المدينة 0.5 (كم²)، وترتفع عن سطح البحر 39 م، بلغ عدد سكانها 46 نسمة في عام 2000 حسب إحصاء مكتب تعداد الولايات المتحدة.

## وصلات خارجية
- The US50 - Cities and Towns in Arkansas State
- 2012 United States Census Estimate